# Walther Gebhardt
Walther Gebhardt (* 14. August 1906 in Ludwigsburg; † 13. September 2003 in Tübingen) war ein deutscher Bibliothekar. Von 1959 bis 1972 leitete er als Direktor die Universitätsbibliothek Tübingen.

## Leben und Wirken
Walther Gebhardt wurde am 14. August 1906 in Ludwigsburg (Baden-Württemberg) geboren. Nach dem Studium der Fächer Germanistik und Klassische Philologie legte er 1929 das Staatsexamen ab und wurde 1930 an der Universität Gießen promoviert. Das Thema seiner Dissertation lautete: „Religionssoziologische Probleme im Roman der deutschen Aufklärung“. Nach dem Volontariat für den höheren Bibliotheksdienst an der Universitätsbibliothek Gießen, der Universitätsbibliothek Leipzig und der Württembergischen Landesbibliothek legte er 1932 in Leipzig die Fachprüfung für die Bibliothekslaufbahn ab. Weitere berufliche Stationen waren die Weltkriegsbücherei in Stuttgart und die Landesbibliothek Darmstadt, wo er von 1934 bis 1939 tätig war. Nach Kriegsdienst und Gefangenschaft (1939–1948) wirkte er von 1949 bis 1959 als Bibliothekar an der Westdeutschen Bibliothek in Marburg/L., die er seit 1954 als stellvertretender Direktor leitete. Diese Einrichtung verwaltete die in den westlichen Teil Deutschlands ausgelagerten Buchbestände der ehemaligen Preußischen Staatsbibliothek in Berlin. 1959 wurde Gebhardt Direktor der Universitätsbibliothek Tübingen und leitete sie bis zu seinem Eintritt in den Ruhestand 1972. Sein Nachfolger wurde Richard Landwehrmeyer (1929–2006).
Während seiner Tübinger Dienstzeit entstand das 1963 fertiggestellte neue Hauptgebäude der Universitätsbibliothek Tübingen. Weitere wichtige Schwerpunkte seiner Arbeit waren:
- der Aufbau eines Sachkatalogs nach dem von dem Bibliothekar Hanns Wilhelm Eppelsheimer zuerst für die Stadtbibliothek Mainz entwickelten Katalogschema; die Einrichtung eines alphabetischen Benutzerkatalogs sowie eines Gesamtkatalogs der Bestände der Tübinger Institutsbibliotheken;
- die Aufgabe der systematischen Buchaufstellung im Büchermagazin zugunsten einer Aufstellung nach dem Numerus-Currens-Prinzip ab 1961;
- der Aufbau einer durch die Stiftung Volkswagenwerk geförderten Lehrbuchsammlung;
- die Einrichtung einer Schallplattensammlung (Musikraum) und der Aufbau einer durch die Bezirksärztekammer Südwürttemberg geförderten „Ärztebibliothek“;
- die Gründung des DFG-Sammelschwerpunkts Kriminologie sowie
- die Betreuung des Handschriftendepots der Staatsbibliothek Preußischer Kulturbesitz, das 1968 nach Berlin zurückgeführt wurde.

## Auszeichnung
Vor allem wegen seiner Verdienste um das Depot der vorübergehend in Tübingen untergebrachten Handschriften der ehemaligen Preußischen Staatsbibliothek Berlin wurde Walther Gebhardt 1969 das Bundesverdienstkreuz 1. Klasse verliehen.

## Veröffentlichungen (Auswahl)
- Religionssoziologische Probleme im Roman der deutschen Aufklärung, Roßteutscher, Coburg 1931.
- Spezialbestände in deutschen Bibliotheken: Bundesrepublik Deutschland einschl. Berlin (West), de Gruyter, Berlin 1977, ISBN 3-11-005839-1.

### Aufsätze
- Das Sturm-Archiv Herwarth Waldens. In: Jahrbuch der Deutschen Schillergesellschaft, Band 2 (1958), S. 349–365.
- Die Briefsammlung Gustav Freytags. In: Jahrbuch der Schlesischen Friedrich-Wilhelms-Universität zu Breslau, Band 4 (1959), S. 152–175.
- Die Sachkatalogisierung als Aufgabe des wissenschaftlichen Bibliothekars. In: Zeitschrift für Bibliothekswesen und Bibliographie, Jg. 6 (1959), S. 222–241.
- Gedanken zu Personalbedarf einer wissenschaftlichen Bibliothek. In: Ewald Lissberger (Hrsg.): In libro humanitas. Festschrift für Wilhelm Hoffmann zum 60. Geburtstag, 21. April 1961, Klett, Stuttgart 1962, S. 55–65.
- Das Tübinger Depot der Staatsbibliothek. In: Jahrbuch der Staatsbibliothek Preußischer Kulturbesitz, Band 1 (1962), S. 294–302,
- Von der alten zur neuen Universitätsbibliothek Tübingen. In: Tübinger Blätter, Jg. 50 (1963), S. 62–63, 66–68.
- Eine Handschriftensammlung von Weltruf in Tübingen. Das Depot der Staatsbibliothek der Stiftung Preußischer Kulturbesitz. In: Attempto, Heft 17/18 (1965), S. 40–46.
- Zwanzig Jahre Tübinger Depot der Staatsbibliothek. In: Jahrbuch Preußischer Kulturbesitz/Stiftung Preußischer Kulturbesitz, Band 7 (1969), 254–263.
- Georg Leyh 1877–1977. Betrachtungen an seinem hundertsten Geburtstag. In: Zeitschrift für Bibliothekswesen und Bibliographie, Jg. 24 (1977), S. 209–223.
- Preussische Kostbarkeiten in Tübingen. Das Tübinger Depot der Staatsbibliothek. In: Tübinger Blätter, Jg. 68 (1981), S. 55–62.
- Zur Geschichte der Sachkatalogisierung an der Universitätsbibliothek Tübingen 1817 bis 1961. In: Bibliothek. Forschung und Praxis, Jg. 6 (1982), S. 74–88.
- Über theatergeschichtliche Quellen in deutschen Bibliotheken und Sammlungen. In: Joachim Krause u. a. (Hrsg.): Sammeln und sichten. Festschrift für Oscar Fambach zum 80. Geburtstag, Bouvier, Bonn 1982 (Mitteilungen zur Theatergeschichte der Goethezeit, Band 7), S. 9–29, ISBN 3-416-01675-0.